# Khān Baghalachī
Khān Baghalachī är en ort i Iran.   Den ligger i provinsen Västazarbaijan, i den nordvästra delen av landet, 700 km nordväst om huvudstaden Teheran. Khān Baghalachī ligger 2 356 meter över havet och antalet invånare är 241.
Terrängen runt Khān Baghalachī är huvudsakligen kuperad, men åt nordost är den bergig. Runt Khān Baghalachī är det ganska tätbefolkat, med 75 invånare per kvadratkilometer. Närmaste större samhälle är Kāpūt, 9,5 km öster om Khān Baghalachī. Trakten runt Khān Baghalachī består i huvudsak av gräsmarker.